# Округ Тулери (Калифорнија)
Округ Тулари (енгл. Tulare County) округ је у савезној држави Калифорнија, САД. Округ је формиран 1852. од дела територије Округа Марипоса. Добио је име по језеру Тулари, некада другом највећем слатководном језеру у САД, које је исушено пошто су његове притоке преусмерене за потребе наводњавања. Седиште округа и највећи град је Вајсејлија. Површина округа је 12.533,2 km², од чега је 12.494 km² (99,69%) копно, а 39,2 km² (0,31%) вода.
Према попису из 2010, округ је имао 442.179 становника.
У округу се налази неколико националних паркова, укључујући и Национални парк Секвоја, који је познат по великим стаблима секвоје која расту у његовим шумама. Тренутно највеће дрво на свету, Генерал Шерман, такође се налази у парку.

## Највећи градови
| Град       | Бр. становника (2010) |  |
| ---------- | --------------------- |  |
| Вајсејлија | 124.442               |  |
| Тулери     | 59.278                |  |
| Портервил  | 54.165                |  |
| Дајнуба    | 21.453                |  |
| Линдси     | 11.768                |  |